# Kanton Châteauroux-Ouest
Châteauroux-Ouest is een voormalig kanton van het Franse departement Indre. Het kanton maakte deel uit van het arrondissement Châteauroux. Het werd opgeheven bij decreet van 18 februari 2014 met uitwerking op 22 maart 2015.

## Gemeenten
Het kanton Châteauroux-Ouest omvatte de volgende gemeenten:
- Châteauroux (deels, hoofdplaats)
- Niherne
- Saint-Maur
- Villers-les-Ormes